# Gmina Oleszyce
Die Gmina Oleszyce ist eine Stadt-und-Land-Gemeinde im Powiat Lubaczowski der Woiwodschaft Karpatenvorland in Polen. Ihr Sitz ist die gleichnamige Stadt mit etwa 3000 Einwohnern.

## Gliederung
Zur Stadt-und-Land-Gemeinde (gmina miejsko-wiejska) gehören neben der Stadt Oleszyce folgende sechs Dörfer mit einem Schulzenamt:
Borchów
Futory
Nowa Grobla
Stare Oleszyce
Stare Sioło
Zalesie
Weitere Ortschaften der Gemeinde sind Lubomierz und Sucha Wola.